# Linia kolejowa Horní Lideč – Bylnice
Linia kolejowa Horní Lideč – Bylnice – linia kolejowa w Czechach, biegnąca przez kraj zliński, od Hornego Lidča do Brumova-Bylnic.